# روبن ديفيس (قاضية)
روبن ديفيس (بالإنجليزية: Robin Davis) هي محامية وقاضية أمريكية، ولدت في 6 أبريل 1956 في مقاطعة بوون في الولايات المتحدة.